# Денисенко Галина Григорівна
Галина Григорівна Денисенко (нар. 25 липня 1951, Коростень) — український історик, кандидат історичних наук, доцент кафедри історії Національного університету «Києво-Могилянська академія», старший науковий співробітник Центру досліджень історико-культурної спадщини України Інституту історії України НАН України. Членкиня правління Національної спілки краєзнавців України.

## Життєпис
Галина Денисенко народилася 25 липня 1951 року в місті Коростень. У 1973 році закінчила історичний факультет Київського державного університету. 
Після закінчення університету працювала вчителем історії та англійської мови в середній школі, завідувачка сектору Музею історії Великої Вітчизняної війни.
З 1979 року Галина Денисенко працює в Інституті історії НАН УРСР. Захистила кандидатську дисертацію «Трудова активність молоді у відбудові промисловості і міського господарства Української РСР під час Великої Вітчизняної війни (1943–1945 рр.)» у 1986 році. З 1987 року старший науковий співробітник відділу історико-краєзнавчих досліджень Інституту історії України НАН України. 
Займається науково-педагогічною діяльністю, доцент кафедри історії Національного університету «Києво-Могилянська Академія».

## Доробок
Автор понад 70 статей та двох монографій. Є одним із авторів розробки методичних засад підготовки «Зводу пам'яток історії та культури України», член редколегій томів «Зводу» по Київській області, м. Севастополю, Автономній Республіці Крим, один з авторів проекту Державного Реєстру нерухомої культурної спадщини України. 
Вибрані праці
- Пам'ятки історії та культури України. Дослідження та збереження. – К., 2005 (у співавт.).
- Видатні діячі науки і культури Києва в історико-краєзнавчому русі України. – К., 2005 (у співавт.).
- Звід пам'яток історії та культури України. Київ. – К., 1999, 2004 (у співавт.).
- Воєнна історія України в пам'ятках. – К., 2003 (у співавт.).
- Книга пам'яті України. Безсмертя 1941–1945. – К., 2000 (у співавт.).
- Слава українського козацтва. – Мельбурн, К., 1999 (у співавт.).
- Актуальні питання виявлення і дослідження пам’яток історії та культури. – К., 1999 (у співавт.).
- Історико-культурна спадщина України: Проблеми дослідження та збереження. – К., 1998 (у співавт.).
- Пам'ятки України: проблеми збереження і дослідження. – К., 1994 (у співавт.).